# スカン・グアイ
スカン・グアイ（アンソニー島）は、カナダのブリティッシュコロンビア州西部に位置し、クイーンシャーロット諸島内、グアイ・ハアナス国立公園の最南端にある無人島である。ハイダ族の芸術と村落址が残っており、歴史的に重要性が高いとして1981年にユネスコの世界遺産（文化遺産）に登録された。島にはハイダ族の廃屋やトーテムポールなどが見られる。

## 登録基準
この世界遺産は世界遺産登録基準のうち、以下の条件を満たし、登録された（以下の基準は世界遺産センター公表の登録基準からの翻訳、引用である）。
- (3) 現存するまたは消滅した文化的伝統または文明の、唯一のまたは少なくとも稀な証拠。